# Glennys R. Farrar

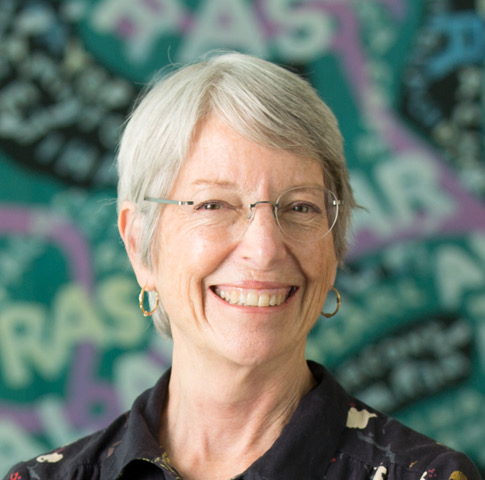
Glennys Farrar (2023)

Glennys Reynolds Farrar (* 1946) ist eine US-amerikanische theoretische Physikerin und Teilchenphysikerin an der New York University. Sie trägt die Titel Collegiate Professor of Physics und Julius Silver, Rosalind S. Silver and Enid Silver Winslow Professor.

## Leben und Wirken
Farrar erwarb 1967 an der University of California, Berkeley, einen Bachelor und 1971 bei Sam Treiman an der Princeton University einen Ph.D. in Physik. Sie forschte am Institute for Advanced Study und am California Institute of Technology (Caltech), wo sie 1974 eine erste Professur erhielt, aber 1977 Senior Research Scientist wurde, möglicherweise um von Seiten der Universität eine Anstellung auf Lebenszeit zu verhindern. 1979 wechselte Farrar an die Rutgers University und 1998 auf den Lehrstuhl (chair) für Physik der New York University (NYU). 2001 wurde sie Gründungsdirektorin des Center for Cosmology and Particle Physics an der NYU. Diese Funktion behielt sie sieben Jahre.
Farrar befasst sich mit der Struktur Dunkler Materie; ob sie zum Beispiel aus bestimmten Quarks zusammengesetzt ist, oder ein gänzlich neues System subatomarer Teilchen angenommen werden muss. Weitere Arbeiten befassen sich mit den quantitativen Verhältnissen von Materie und Antimaterie, mit der CP-Verletzung, mit dem Ursprung galaktischer Magnetfelder und mit der Quelle ultrahochenergetischer kosmischer Strahlung.
Mit Stanley Brodsky konnte sie 1973 zeigen, dass Quarks tatsächlich in Materie existieren. Mit Pierre Fayet leistete sie 1976 Pionierarbeiten auf dem Gebiet der Supersymmetrie. Mit Ronnie Jansson veröffentlichte sie zu unerwartet starken Komponenten des Magnetfelds der Milchstraße (2012) und mit Sjoert van Velzen zu Tidal Disruption Events.
Farrar hat laut Google Scholar einen h-Index von 99. In der Datenbank Scopus lassen sich ihr zwei Profile zuordnen mit einem h-Index von 68 beziehungsweise 34 (jeweils Stand August 2025). Sie gehört zu den Herausgebern des Journal of Cosmology and Particle Physics.
Glennys Reynolds Farrar war in erster Ehe mit Stanley Farrar verheiratet, später mit Anthony Terrano, mit dem sie zwei Kinder hat.

## Auszeichnungen (Auswahl)
- 1975 Sloan Research Fellowship
- 1984 Guggenheim-Stipendium[4]
- 1985 Fellow der American Physical Society
- 2023 Mitglied der National Academy of Sciences[5]
- 2024 Mitglied der American Academy of Arts and Sciences[6]
- 2024 Julius Wess-Preis[7]